# Aeródromo D-85
El aeródromo D-85 (en inglés: D-85 Skiway) es un aeródromo de hielo de la Antártida operado por el Instituto Polar Paul-Émile Victor de Francia. Sirve como punto de reabastecimiento entre la base Dumont d'Urville y la base Concordia. El aeródromo se localiza a 2600 metros sobre el nivel del mar sobre la meseta polar, a 414 km de la base Robert Guillard, ubicada en la Tierra Adelia.  

## Puente aéreo de los Twin Otter
El transporte liviano de cargas y pasajeros entre las bases Mario Zucchelli, Dumont d'Urville y Concordia es realizado por aviones con esquíes Twin Otter desde fines de octubre hasta que las condiciones del hielo lo permitan en febrero. Uno o dos aviones soportan las investigaciones científicas transportando material y equipos principalmente hacia la base Concordia en el domo C. Pueden transportar una tonelada de mercancías o 6 pasajeros con su equipaje polar y su alcance es de menos de 1000 km. Estos aviones pertenecen a la compañía canadiense Kenn Borek Air y en temporada estival austral parten de su base en Calgary (Canadá) con piloto, copiloto y mecánico viajando a la Antártida en un viaje de dos semanas vía Punta Arenas en Chile. En el aeródromo de Punta Rothera cambian sus ruedas por esquíes y luego pasando por el aeródromo Jack F. Paulus en el polo sur alcanzan la base McMurdo antes de llegar a Zucchelli.
En los viajes entre la pista menor del aeródromo de la base Mario Zucchelli y el aeródromo de Concordia (1165 km) los aviones hacen escala en el aeródromo Mid Point, ubicado a 532 km de Zucchelli. En caso de no estar disponibles ninguna de las pistas de hielo marino de Zucchelli, los aviones utilizan el aeródromo Lago Enigma o el aeródromo Paso Browning. Entre Zucchelli y el aeródromo D-10 de la base Robert Guillard (inmediata a Dumont d'Urville) los vuelos son de 1263 km, debiendo hacer escala de reabastecimiento en el campamento Domo Talos a 258 km de Zucchelli. Previamente se utilizó el aeródromo Sitry a 601 km de Zucchelli y a 653 km de S-10, pero debió abandonarse por los sastrugis. Entre S-10 y Concordia (1160 km) la escala se realiza en el aeródromo D-85 a 414 km de S-10.